# Yichen Han
Yichen Han (Eindhoven, 17 november 2007) is een Nederlandse schaker met een FIDE-rating van 2332 (aug. 2022). Yichen Han kan na het behalen van zijn derde grootmeesterresultaat (in augustus 2022) als 14-jarige de titel Internationaal Meester (IM) aanvragen.

## Schaken
Yichen Han schaakte vanaf jonge leeftijd. In 2017 had hij al acht Nederlandse jeugdkampioenschappen gewonnen. Yichen won op zijn tiende van een grootmeester (Mark Hebden). Als 12-jarige had hij een rating van 2307. Sinds 2017 woont Yichen in Newcastle, waar hij speelt voor de schaakclub Forest Hall.